# Karl Heinrich Oeckinghaus

Die Maler im Freien bei der Arbeit, 1842, Aquarell in der Sammlung des Städelschen Kunstinstituts

Karl (Carl) Heinrich Oeckinghaus (* 30. Juni 1813 in Dinslaken; † 10. April 1858 in Duisburg) war ein deutscher Porträtmaler.

## Leben
Karl Heinrich Oeckinghaus wurde am 30. Juni 1813 in Dinslaken als Sohn des Bäckermeister Johann Peter Oeckinghaus und der Maria Katharina Möllmann geboren.
In den Jahren 1834 bis 1837 studierte Oeckinghaus Malerei an der Kunstakademie Düsseldorf. Dort unterrichteten ihn Josef Wintergerst in der Elementarklasse und Karl Ferdinand Sohn in der 2. Klasse. Außerdem war er Schüler der Städel-Schule in Frankfurt am Main.
Oeckinghaus entdeckte das Talent Theodor Mintrops und berichtete dem Maler Eduard Geselschap davon.
Am 2. Januar 1848 heiratete er in der Johanniskirche in Duisburg Margaretha Theresia Wiegand. Dort verstarb er am 10. April an den Folgen einer Auszehrung. Neben seiner Witwe hinterließ er zwei Söhne.